# 2450 Ioannisiani
2450 Ioannisiani (1978 RP) là một tiểu hành tinh vành đai chính được phát hiện ngày 1 tháng 9 năm 1978 bởi Chernykh, N. ở Nauchnyj.